# Brachysiphoniella montana
Brachysiphoniella montana är en insektsart som först beskrevs av Van der Goot 1917.  Brachysiphoniella montana ingår i släktet Brachysiphoniella och familjen långrörsbladlöss. Inga underarter finns listade i Catalogue of Life.